# Plaza Servicios Aéreos
Plaza Servicios Aéreos fue una aerolínea con base en Zaragoza que inició sus actividades en febrero de 2006. La compañía cesó sus operaciones en el año 2008.
Plaza Servicios Aéreos S.A. se dividía a su vez en dos divisiones operativas diferenciadas
- Plaza Servicios Aéreos para el transporte de pasajeros en vuelos regulares y vuelos chárter.
- Plaza Cargo para el transporte urgente de mercancía

## Antiguos destinos
Esta aerolínea operaba vuelos de pasajeros en los siguientes aeropuertos:
| Países  | Destinos               | Aeropuertos                    |
| ------- | ---------------------- | ------------------------------ |
| España  | Málaga                 | Aeropuerto de Málaga           |
| España  | Santiago de Compostela | Aeropuerto de Santiago         |
| España  | Zaragoza               | Aeropuerto de Zaragoza (HUB)   |
| Francia | Toulouse               | Aeropuerto de Toulouse-Blagnac |

Plaza Cargo operaba vuelos de carga entre los siguientes aeropuertos:
| Destinos          | Aeropuertos                     |
| ----------------- | ------------------------------- |
| Las Palmas        | Aeropuerto de Gran Canaria      |
| Palma de Mallorca | Aeropuerto de Palma de Mallorca |
| Tenerife          | Aeropuerto de Tenerife Norte    |
| Vigo              | Aeropuerto de Vigo              |
| Zaragoza          | Aeropuerto de Zaragoza (HUB)    |

## Flota histórica
Su flota se componía de aviones Boeing 727 de carga (operados por Swiftair), un ATR 72 y un ATR 42. 
| Aeronaves       | Total | Introducido | Retirado | Matrículas |
| --------------- | ----- | ----------- | -------- | ---------- |
| ATR 42          | 1     | 2008        | 2009     | EC-KGS     |
| ATR 72          | 1     | 2006        | 2008     | EC-KAD     |
| Boeing 727-200F | 1     | 2007        | 2008     | EC-JHC     |